# Kakaomasse

Prozessübersicht:
Herstellung von Kakaomasse
und Kakaopulver

Kakaomasse wird durch das Vermahlen von Kakaobohnenbruch gewonnen. Hauptbestandteil der Kakaomasse ist mit bis zu 54 % die Kakaobutter. Zur weiteren Verarbeitung muss ein großer Teil der Kakaobutter von den restlichen Feststoffen getrennt werden.

## Geschichte

### Die Anfänge
Aus Kakao wurde vornehmlich ein Getränk zubereitet, welches mit unserer heutigen Trinkschokolade oder Kakaogetränken außer dem Geschmack nichts gemein hatte. Der zubereitete Kakao war ein dickflüssiges und schaumiges Getränk, weil der verwendete Kakao sehr viel Fett enthielt. Das Fett setzte sich an der Oberfläche des Getränks nach kurzer Standzeit ab. Um dem in der Produktion entgegenzuwirken, wurde die gemahlene Kakaomasse soweit erhitzt, dass man wenigstens einen Teil der Kakaobutter abschöpfen konnte. Dieser Vorgang war aufwändig und vom Ergebnis nicht zufriedenstellend.

### Verwendung einer hydraulischen Presse
Erst nach der Konstruktion einer hydraulischen Presse für diese besondere Verwendung, durch den Niederländer Coenraad Johannes van Houten um 1820 (Patent 1828), wurde es möglich, im Herstellungsprozess etwa die Hälfte der Kakaobutter aus der Kakaomasse zu entfernen. Durch diese Erfindung wurde Kakao zu einem leichter zuzubereitenden und leichter verdaulichen Getränk.

### DerDutch Process
Zur Verbesserung der Löslichkeit des produzierten Kakaopulvers in Flüssigkeiten entwickelte van Houten 1828 einen Prozess zur Behandlung von Kakao durch Alkalien, das Dutching. Van Houten konnte damit die Wasserlöslichkeit von Kakao stark verbessern. Mit der Erfindung dieses Prozesses wurde der Grundstein für die spätere Massentauglichkeit des Getränkes Kakao gelegt.

### Der Broma-Prozess
Auch andere Kakaohersteller waren auf der Suche nach Verfahren, den Kakao zu entölen. Erst 40 Jahre später kam dem Kakaoproduzenten Ghirardelli in San Francisco der Zufall zu Hilfe. Der Broma-Prozess wurde erfunden. Der Erzählung nach blieb ein Sack mit Kakaokernbruch versehentlich in einem warmen Lagerhaus liegen. Nach einiger Zeit wurde er gefunden und man stellte fest, dass die Kakaobutter ohne weiteres Zutun aus der Masse herausgesickert war. Dieser Vorgang wurde verbessert und industriell nutzbar gemacht. Der Gehalt an Kakaobutter im Kakaokernbruch wurde durch die Anwendung dieses Vorgangs um fast 20 % verringert.

## Kakaomasse

### Herstellung
Üblicherweise werden die fermentierten Kakaobohnen bereits im Herstellerland getrocknet, grob gebrochen und vorgereinigt. Das spart Transportraum und Kosten. Erster Prozessschritt beim Kakaoproduzenten ist nach einer Eingangskontrolle die Röstung der Kakaobohnen.

### Veredelung
Im Kakaokernbruch sind einige unerwünschte Geschmacks- und Geruchsstoffe enthalten (u. a. Acetaldehyd, Aceton, i-Butanol, Ethanol, i-Propanol, Essigsäureethylester, Essigsäure, i-Pentanal, Methanol, Diacetyl). Da sich die unerwünschten Stoffe leichter aus dem festen Kakaokernbruch austragen lassen als aus der Kakaomasse, in der die Stoffe durch die Kakaobutter eingeschlossen sind, veredelt man bereits den Kakaokernbruch. Die Veredelung erfolgt in einem speziellen Druckreaktor. Bei bestimmten Kakaosorten, z. B. bei der Sorte Forastero, die eine starke Säure und Bitterkeit entwickelt, kann dem Kakaokernbruch während der Veredelung im Reaktor eine Alkalilösung zugegeben werden (siehe Alkalisieren). Als Abschluss der Veredelung findet eine Trocknung auf weniger als 2 % Wassergehalt statt.

#### Vorteile der Veredlung
Durch die Veredelung kann das zeit- und energieaufwendige Conchieren am Ende des Herstellungsprozesses für Schokolade stark verkürzt werden. Der Geschmack der Schokolade kann verbessert werden. Schimmel- und Hefepilze sowie Mikroorganismen werden größtenteils vernichtet.

### Aufschließen

#### Röstung
Um eine gleichmäßige Röstung zu erreichen, werden die Kakaobohnen auf eine gleichmäßige Größe, die Nibs gebrochen. Die Röstung erfolgt normal mit Temperaturen zwischen 100 und 150 °C, bei Edelkakaos sind es nur bis zu 120 °C. Sie dauert ca. 30 min. Durch die Röstung erhält die Kakaobohne ihren charakteristischen Geschmack. Gleichzeitig lösen sich Schalenreste, die Keimwürzelchen und die eingeschlossenen Silberhäutchen von den Bohnenbruchstücken. Möglicherweise in und an den Kaokaobohnenstücken befindliche Schädlinge werden ebenfalls abgetötet.

#### Reinigung
In den folgenden mechanischen Verfahren werden über Siebketten gröbere Beimengungen, über Luftstromseparatoren die Silberhäutchen und leichte Bestandteile und mittels Trieur die verbliebenen Keimwürzelchen abgetrennt. Gleichzeitig werden die Bohnenbruchstücke schnell abgekühlt und damit der Röstprozess gestoppt.

#### Alkalisieren
Unbehandelte Kakaokerne sind generell nach der unverzichtbaren Fermentation recht sauer (etwa pH 5,0–5,5). Weil das einem guten Geschmackseindruck entgegensteht, wird die Alkalisierung durchgeführt. Es werden vorzugsweise die Bruchstücke der Kakaokerne vor der Röstung behandelt. Bei Temperaturen zwischen 70 und 100 °C werden alkalische Lösungen zugesetzt (Dutching). Die unangenehmen sauren Geschmackskomponenten bestimmter Kakaosorten werden durch die Alkalisierung abgemildert.

#### Ergebnis
Der alkalisierte Kakao weist eine bessere Wasserlöslichkeit auf, hat eine dunklere Farbe und einen weicheren und weniger sauren Geschmack. Das Kakaofett lässt sich ebenfalls besser aus der Masse entfernen. Der Kakao erreicht durch dieses Verfahren einen neutralen pH-Wert und ist nicht mehr sauer wie natürlicher Kakao. Der pH-Wert steigt von natürlichen 5,5 auf 7 bis 8. Um einen ggf. seifigen Geschmackseindruck zu verhindern, wird der pH-Wert mit Speisesäuren (Zitronen- oder Essigsäure) auf ungefähr pH 7 korrigiert.

### Vermahlen

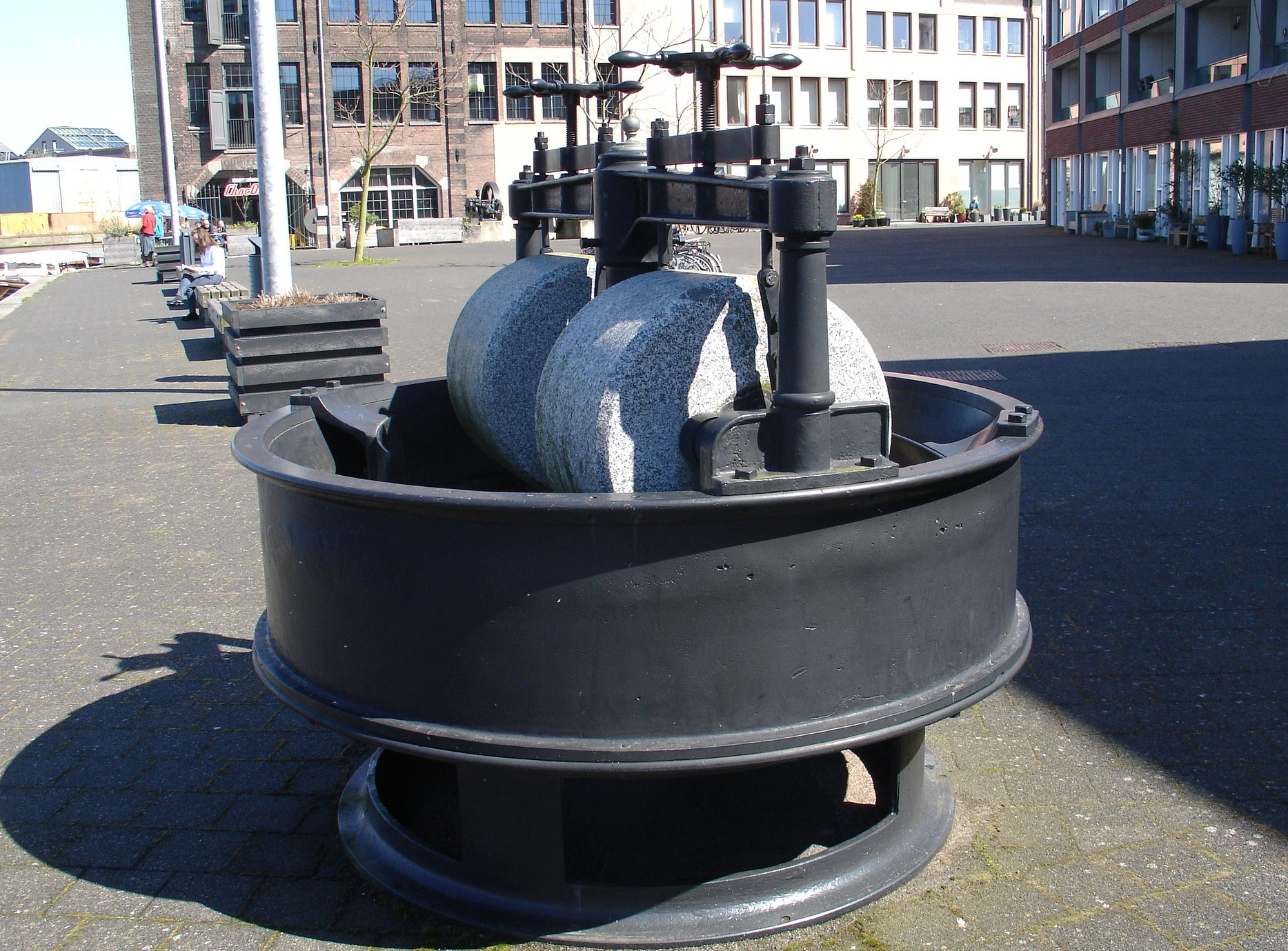
Kakaomühle alter Art

Die Feinzerkleinerung des Kakaokernbruchs erfolgt mittels Walzen und/oder Mühlen (einzeln oder kombiniert). Durch den Mahlvorgang erwärmt sich die Masse so stark, dass eine zähe Flüssigkeit, bestehend aus Kakaobutter und den festen Bestandteilen entsteht. Diese Masse nennt man Kakaomasse. Beim Mahlvorgang muss darauf geachtet werden, dass die Temperatur nicht über 90 °C ansteigt, da das Geschmack und Farbe negativ beeinflusst. Die vorgesehene Verwendung des Kakaos bestimmt den Mahlgrad:
- Verwendung in Schokolade: Partikelgröße von 100 µm
- Verwendung als Kakao-Pulver: Partikelgröße von < 30 µm

#### Ergebnis
Die Kakaomasse besteht nach dem Mahlvorgang aus:
- Kakao-Butter: 50–58 %
- Kakao-trocken-bestandteile (Eiweiß, Stärke, Mineralstoffe, Gerbstoffe, Theobromin, Koffein): 40–45 %
- Wasser: ca. 1 %

Sie weist einen intensiven Kakao-Geruch und -Geschmack mit leicht bitteren und sauren Noten auf.

#### Typische Aromastoffe
| Substanz                     | Geschmack            |
| ---------------------------- | -------------------- |
| 3-Methylbutanol              | malzartig            |
| 3-Ethyl-3,5-dimethylpyrazin  | kartoffelchipartig   |
| 2-Methylbutansäure           | süß                  |
| 3-Methylbutansäure           | süß                  |
| 5-Methyl-(E)-2-hepten-4-on   | haselnussartig       |
| 1-Octen-3-on                 | pilzartig            |
| 2-Ethyl-3,6-dimethylpyrazin  | nussig, erdig        |
| 2,3-Diethyl-5-methylpyrazin  | kartoffelchipartig   |
| (Z)-2-Nonenal                | grün, talgig         |
| (E,E)-2,4-Decadienal         | fettig, wachsartig   |
| (E,E)-2,4-Nonadienal         | fettig               |
| (R)-δ-Decalacton             | süß, pfirsichartig   |
| 2-Methyl-3-(methylthio)furan | Röstaromen (Fleisch) |

### Verwendung
Die Kakaomasse ist Basis für fast alle kakaohaltigen Produkte. Durch Beimengung von z. B. Gewürzen, Kakaobutter, Kakaopulver und Milchpulver werden Schokoladen erzeugt. Um Kakaopulver jeder Art zu erzeugen, wird der Kakaobutteranteil der Kakaomasse durch Pressen verringert.

## Pressen

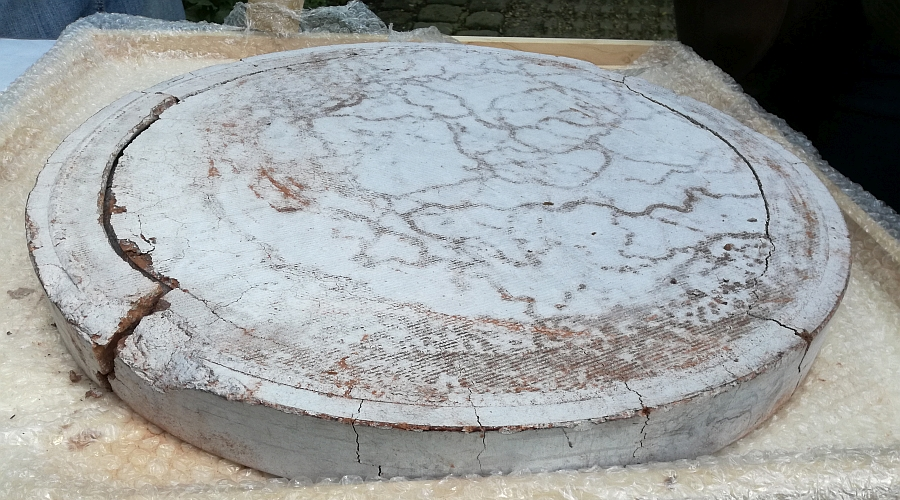
Presskuchen der Kakaomasse

Die Kakaomasse wird auf 70 bis 90 °C erwärmt und dann in die Presse gefüllt. Mit Arbeitsdrücken bis 900 bar (90 MPa) wird der Fettgehalt je nach Weiterverwendung auf 10 bis 20 % verringert. Als Ergebnis erhält man Kakaobutter und einen harten Presskuchen, der zu 90 % aus Kakao besteht. Der Presskuchen ist im kalten Zustand hart und spröde.
Die Kakaobutter wird aufgefangen und für andere Prozesse in der Herstellung von Schokoladenwaren verwendet.

## Kakaopulver
Für die weitere Verwendung wird der Presskuchen zu Kakaopulver vermahlen. Dabei entsteht Kakaopulver mit unterschiedlichen Fettgehalten, entsprechend den vorherigen Arbeitsgängen und der vorgesehenen Verwendung.

## Broma-Prozess
Der Broma-Prozess ist ein historisches Verfahren der Kakaopulverherstellung und diente ausschließlich der Verminderung des Fettes im Kakaopulver, damit die daraus erzeugten Getränke bekömmlicher wurden. In diesem Prozess wurde dem Kakaobohnenbruch unter Wärmeeinfluss und durch Zentrifugieren (davor nur durch Schwerkraftwirkung) bis zu 25 % Fett entzogen. Nach Beendigung des Prozesses wurde der Bohnenbruch direkt zu Kakaopulver vermahlen. Dieses enthielt immer noch mindestens 20 % Fett. Durch die verbesserte Technik bei der Pressung kann heute auch nicht alkalisierter Kakao über das Zwischenprodukt Kakaomasse in hervorragender, stark entölter Qualität erzeugt werden. Der Broma-Prozess hat seine ehemalige Bedeutung in der Herstellung verloren.